# Bye Bye Belgium
Bye Bye Belgium (Codename: Tout ça (ne nous rendra pas la Belgique), auf Deutsch etwa: All das (wird uns Belgien nicht zurückbringen)) ist eine fiktive Live-Reportage (Mockumentary), die am Mittwoch, dem 13. Dezember 2006, von der frankophonen öffentlich-rechtlichen Fernsehanstalt RTBF im Sender La Une ausgestrahlt wurde. Sie wurde zur besten Sendezeit um 20.15 Uhr unangekündigt ausgestrahlt.

## Handlung
Berichtet wurde, das flämische Regionalparlament im Norden habe einseitig die Unabhängigkeit des niederländischsprachigen Landesteils erklärt; in Flandern seien jubelnde Massen auf die Straße gegangen, die neuen Grenzen seien nur noch erschwert zu passieren (u. a. sei eine Brüsseler Straßenbahn an der Sprachgrenze angehalten worden) und sogar König Albert II. nebst Gemahlin habe bereits das Land mit einer Militärmaschine in Richtung Kinshasa (Demokratische Republik Kongo, bis 1960 belgische Kolonie) verlassen. Während der fast zweistündigen Sendung riefen über 2600 Zuschauer, die die Parodie nicht erkannten, beim Sender an, dessen Webseite unter dem Ansturm zusammenbrach und noch am Donnerstag überlastet war.
Das reguläre Programm wurde – scheinbar – durch die Berichterstattung im Stil einer Eilmeldung unterbrochen. Zwar wurden zu Beginn der Ausstrahlung die Worte Ceci n’est peut-être pas une fiction (deutsch: „Dies ist vielleicht keine Fiktion“) eingeblendet, jedoch nur für einen kurzen Moment. Dies war eine Anspielung auf das berühmte Gemälde des belgischen surrealistischen Malers René Magritte, Ceci n’est pas une pipe (Das ist keine Pfeife), das eine Pfeife darstellt. Es dauerte jedoch eine halbe Stunde, bis auf Betreiben der zuständigen Medien-Ministerin der Französischen Gemeinschaft Belgiens, Fadila Laanan, stattdessen die Zeile „Dies ist eine Fiktion“ erschien.

## Folgen
Die belgische Zeitung „Le Soir“ berichtet, der Coup hätte einer zweijährigen Entstehungszeit bedurft und den Arbeitstitel „BBB – Bye-bye Belgium“ getragen.
Politiker beider Landesteile und aller Parteien, darunter Premierminister Guy Verhofstadt, sowie Journalisten, kritisierten die Sendung. Die Verantwortlichen verteidigten sie und gaben an, dass sie das real bestehende Problem des flämisch-wallonischen Konfliktes in die öffentliche Diskussion bringen wollten. In Belgien hätten sich die Spannungen zwischen dem wirtschaftlich prosperierendem Flandern und Wallonien verschärft, wozu auch die rechtsextremen flämischen Nationalisten vom Vlaams Belang entscheidend beigetragen hätten.
Alain Gerlache, RTBF-Fernsehdirektor, erklärte, die Sendung sei so „spektakulär“ gewesen, „weil nicht allein die Zuschauer des öffentlichen Senders, sondern auch Politiker, ausländische Journalisten, Botschafter und internationale Organisationen“ an die Behauptung von der beschlossenen Spaltung des Landes geglaubt hätten.